# Нортвест (Северна Каролина)
Нортвест (енгл. Northwest) град је у америчкој савезној држави Северна Каролина.

## Демографија
По попису из 2010. године број становника је 735, што је 64 (9,5%) становника више него 2000. године.
| Група             | 2000.       | 2010.       |
| Белци             | 178 (26,5%) | 210 (28,6%) |
| Афроамериканци    | 482 (71,8%) | 490 (66,7%) |
| Азијати           | 2 (0,3%)    | 2 (0,3%)    |
| Хиспаноамериканци | 5 (0,7%)    | 24 (3,3%)   |
| Укупно            | 671         | 735         |